# 34-й штурмовий батальйон «Шалена зграя»
34-й штурмовий батальйон «Шалена зграя» — військовий підрозділ, що складається з чеченських добровольців та українських військових, входить до складу 57-ї окремої мотопіхотної бригади Сухопутних військ Збройних сил України. Заснований у 2014 році під час війни на сході України.

## Історія
Штурмовий батальйон «Шалена зграя» створений у 2014 році під час війни на сході України.
Підрозділ складається з чеченських добровольців і українських військовослужбовців та включений до складу 57-ї окремої мотопіхотної бригади імені кошового отамана Костя Гордієнка Сухопутних військ Українських Збройних сил.
З моменту його створення командиром батальйону був і залишається чеченський доброволець Казбек Абдурзаков із позивним — «Дзурдзук», якому надано звання народного героя України.

## Командири
- Абдурзаков Казбек Лечаєвич (позивний - «Дзурдзук») - командир батальйону[4][5][6].